# Børnenes filmmagasin nr. 2
|  | Denne artikel er oprettet af botten Steenthbot ud fra en ekstern database. Den kan derfor have sproglige fejl eller mangler. Denne skabelon kan fjernes efter kontrol af indholdet. |

Børnenes filmmagasin nr. 2 er en dansk dokumentarisk optagelse fra 1951.

## Handling
1) Katteudstilling i København Forum.

2) Flodhesten hos tandlægen.

3) Eventyrskoven i Københavns Forum.

4) Delfinen Flippy.

5) Aben Bonzo som filmskuespiller.